# 奎托巴奎托 (亞利桑那州)
奎托巴奎托（英語：Quitobaquito）是位於美國亞利桑那州皮馬縣的一個非建制地區。該地的面積和人口皆未知。

## 地理
奎托巴奎托的座標為31°56′24″N 113°11′03″W / 31.94000°N 113.18417°W，而該地的平均海拔高度為330米（即1083英尺）。